# 楊哲 (歌手)
楊哲（1975年12月20日—），本名黃揚哲，屏東枋寮人，台語流行音樂男歌手。早年以本名黃揚哲參加三立綜藝台《21世紀新人歌唱排行榜》社青組，獲得冠軍而踏入歌壇；之後在華視《龍虎綜藝王》之模仿秀單元〈模仿綜藝王〉獲得年度模仿總冠軍。2005至2012年間以藝名楊哲先後與虹揚唱片、迪笙唱片、華特唱片簽約進入歌壇。2013年楊哲在屏東投資新台幣千萬元開設佔地千坪的全台最大的芒果冰店，卻因地段偏遠難聚人潮，苦撐不到一年即歇業，讓楊哲扛著千萬債務淡出歌壇。2014年加入豪記唱片。
台語天后江蕙金曲〈夢中的情話〉原為楊哲所作詞，本來這首歌曲楊哲是要自己唱，沒想到錄音一半資金被騙光，專輯難產，但主打歌也意外被江蕙青睞，成為KTV的點歌熱門金曲，讓他知名度大開。楊哲在2017年來的債務也由1千萬降到600萬，揮別低潮再出專輯〈穩贏〉，喊話新專輯是新出發，期許自己就像歌曲名稱一樣，鼓勵自己堅持努力下去。2020年發行（問月娘）搭配民視八點檔連續劇多情城市，開紅盤點播率短短4個月突破200多萬點閱率，然而又受龍千玉邀請合作（一磚一瓦）一曲目前頗受好評，目前經營歌唱班及芒果乾製造銷售農產品。

## 音樂專輯
| 次序 | 發行時間     | 專輯名稱         | 曲目 | 發行公司 |
| ---- | ------------ | ---------------- | --- | -------- |
| 1    | 2005年6月    | 《愛親像放風吹》 | 曲目 1. 一生的好朋友 2. 愛的小路作陣行 3. 癡情真心話 4. 感情世界 5. 夢中來夢中去 6. 天公伯仔 7. 掛心 8. 愛你袂後悔 9. 愛親像放風吹 10. 愛你一生                                                                                 | 虹揚唱片 |
| 2    | 2007年4月    | 《拼出第一名》   | 曲目 1. 拼出第一名 2. 愛著播音員 3. 婚禮的祝福 4. 癡情月娘（向蕙玲合唱） 5. 永遠愛你一個 6. 來去南台灣 7. 傷心暗暝 8. 寂寞等歸暝 9. 一定會出頭天 10. 原諒我離開妳                                                               | 迪笙唱片 |
| 3    | 2009年7月    | 《道歉》         | 曲目 1. 悲傷的さくら 2. 道歉 3. 若得到你甘若得到全世界 4. 誰人甲你作伴 5. 千不該萬不該 6. 無奈的心聲 7. 心中影（邱芸子合唱） 8. 漂流的命運 9. 情海駛孤帆 10. 借問月娘                                                           | 華特唱片 |
| 4    | 2010年10月   | 《石敢當》       | 曲目 1. 石敢當 2. 浪子命 3. 恨天不公平 4. 愛人的目賙 5. 我只為你活 6. 登記第一號（邱芸子合唱） 7. 想你的香味 8. 雨水情（邱芸子合唱） 9. 冬雪 10. 我一定要成功                                                                   | 華特唱片 |
| 5    | 2011年11月   | 《甲天借膽》     | 曲目 1. 甲天借膽 2. 無緣空笑夢 3. 紅葉天星（江惠儀合唱） 4. 男人的淚 5. 浪子情歌 6. 可憐的多情人 7. 傷心看酒杯 8. 生命的爐丹 9. 無情風雨天 10. 無情過路人                                                                       | 華特唱片 |
| 6    | 2012年11月   | 《癡情夢》       | 曲目 1. 癡情夢 2. 七逃人的愛 3. 愛情英雄 4. 愛你親像當初 5. 愛的人生無後悔（邱芸子合唱） 6. 當作誤會 7. 無緣的情夢 8. 我又擱為你醉 9. 英雄情淚 10. 癡情算什麼 11. 永遠等待                                                      | 華特唱片 |
| 7    | 2014年2月    | 《阿郎行船曲》   | 曲目 1. 阿郎行船曲（三立八點檔《世間情》片頭曲） 2. 真愛（謝宜君合唱）（民視八點檔《龍飛鳳舞》片尾曲） 3. 愛無二字（張秀卿合唱） 4. 良心 5. 兄弟 6. 空虛的迴聲 7. 江山美人（龍千玉合唱） 8. 用情 9. 戀戀沙崙站 10. 癡情有啥意義 | 豪記唱片 |
| 8    | 2015年7月    | 《雙人的愛》     | 曲目 1. 雙人的愛（喬幼合唱） 2. 戀戀不捨 3. 出外的歌 4. 是阮 5. 好前程 6. 要恁有福氣 7. 行船人 8. 感謝您愛過我（喬幼合唱） 9. 打拼 10. 一生為你（唐儷合唱）                                                                     | 豪記唱片 |
| 9    | 2016年8月    | 《牽手作伴》     | 曲目 1. 歐豆寇 2. 牽手作伴（喬幼合唱） 3. 憨人碼頭 4. 溫泉鄉的情歌 5. 燒酒乾一杯 6. 癡情孤鳥 7. 愛妳的初衷 8. 情路到站 | 豪記唱片 |
| 10   | 2017年7月    | 《穩赢》         | 曲目 1. 穩贏 2. 愛到心痛（談詩玲合唱）（三立八點檔《甘味人生》片頭曲） 3. 淡水舊情 4. 花蕊 5. 愛情孤單行 6. 男兒情淚 7. 沒志氣 8. 愛過就可以                                                                                    | 豪記唱片 |
| 11   | 2018年8月    | 《毋通忘記我》   | 曲目 1. 一片真心 2. 毋通忘記我（三立八點檔《金家好媳婦》片頭曲） 3. 紙雨傘 4. 若是有一天 5. 傷心醉歸暝 6. 問酒 7. 苦酒 | 豪記唱片 |
| 12   | 2019年8月    | 《咱的愛》       | 曲目 1. 一生的兄弟 2. 咱的愛（龍千玉合唱）（三立八點檔《炮仔聲》金曲片頭） 3. 惜情 4. 往事已經不是安慰 5. 是憨也是癡 6. 何覓苦 7. 浪子心 8. 甲你來分開                                                                          | 豪記唱片 |
| 13   | 2020年6月5日 | 《問月娘》       | 曲目 1. 問月娘（民視八點檔《多情城市》片尾曲） 2. 鴛鴦一場戲 3. 多變女人心 4. 酒空俱樂部 5. 心癡癡 6. 緣盡無尾港 7. 勇氣的力量 8. 東京青紅燈                                                                                    | 豪記唱片 |
| 14   | 2021年10月   | 《賢妻》         | 曲目 1. 賢妻（民視八點檔《黄金歲月》片尾曲） 2. 你哪會不識我（謝宜君合唱）（三立八點檔《天之驕女》片頭曲） 3. 別再說你愛我 4. 王功討海人 5. 旗津戀情 6. 愛你無後悔 7. 真久無作伙 8. 燒酒乎我醉                                  | 豪記唱片 |
| 15   | 2022年12月   | 《眼淚一斤重》   | 曲目 1. 眼淚一斤重（三立八點檔《一家團圓》片頭曲） 2. 千金淚（陳思安合唱） 3. 人生的車班 4. 偷心 5. 為何彼愛你 6. 故鄉啊 7. 心作對 8. 愛甘有公平                                                                                | 豪記唱片 |
| 16   | 2023年8月    | 《時也運也命也》 | 曲目 1. 時也運也命也（民視八點檔《市井豪門》片尾曲） 2. 中秋月圓情（談詩玲合唱） 3. 愛你的無緣人 4. 為你癡為你迷 5. 美人心 6. 無怨 7. 為紅顏 8. 相挺                                                                            | 豪記唱片 |
| 17   | 2024年9月    | 《人生夢》       | 曲目 1. 成功的志氣 2. 人生夢（民視八點檔《愛的榮耀》片尾曲） 3. 今世情來世還（林姍合唱） 4. 四季雨 5. 堅強的肩胛 6. 夢斷天涯 7. 痴心過路客 8. 癡情的吉他                                                                        | 豪記唱片 |

## 外部連結
- 楊哲-芒果王子的Facebook專頁
- YouTube上的楊哲 豪記官方專屬頻道

### 专辑链接
- YouTube上的杨哲-2020-问月娘播放列表
- YouTube上的杨哲-2021-贤妻播放列表
- YouTube上的杨哲-2022-眼泪一斤重播放列表

### 纯音乐专辑链接
- YouTube上的杨哲-2023-时也运也命也播放列表

### 纯音乐链接
- YouTube上的杨哲 | 时也运也命也 | 民视八点档《市井豪门》片尾曲